# Chemtura
Chemtura Corporation est un groupe chimique américain multinational dont le siège est situé à Philadelphie (Pennsylvanie). La société est spécialisée dans la chimie de spécialités pour divers secteurs industriels, notamment l'automobile, la construction, l'électronique, l'énergie et le transport.
C'est l'un des plus grands fabricants de graisses lubrifiantes, de sulfonate de calcium, de brome, en particulier pour les retardateurs de flamme bromés, de composés organométalliques et de prépolymères d'uréthane.
Chemtura exploite 24 usines dans douze pays et emploie environ 2 700 personnes pour la recherche, la fabrication, la logistique, les ventes et l'administration.
Les activités industrielles se situent en Amérique du Nord, en Amérique latine, en Europe et en Asie. En outre, la société a des coentreprises importantes, principalement aux États-Unis.
La branche agrochimie a été vendue en avril 2014 à la société américaine Platform Specialty Products. 
Avant cette date, la société produisait notamment le dichlobénil (herbicide), le mancozèbe et l'oxycarboxine (fongicides), le  daminozide, le diflubenzuron et le triflumizole (insecticides), ainsi que le bifénazate et le propargite (acaricides). Chemtura fabriquait aussi des agents mouillants à base de siloxane (marque Silwet).
Pour l'exercice clos le 31 décembre 2014, le chiffre d'affaires mondial s'est élevé à 2,2 milliards de dollars.
Au 31 décembre 2014, le total des actifs mondiaux de Chemtura s'élevaient à 2,7 milliards de dollars.
Le directeur général (CEO) est Craig A. Rogerson, qui est aussi le président du conseil de Chemtura Corporation,,,,
En 2017, Lanxess réussit une offre publique d'achat sur Chemtura et le titre est retiré de cotation.